# 佐田修典
佐田 修典（さだ しゅうすけ、1969年10月29日 - ）は、日本の俳優、声優、タレント。鹿児島県出身。

## 出演
太字はメインキャラクター。

### 声優
- ブレス オブ ファイアIII（レイ）
- 忍ノ六（東馬、無縁次）
- FMシアター『中身の詰まった抜け殻』（NHK-FM）
- BOY×BOY 〜私立光稜学院誠心寮〜（立花真）
- NINTENDO 64用ソフト麻雀MASTER

### テレビドラマ
- 土曜ワイド劇場『花吹雪美人スリ三姉妹』（テレビ朝日）
- ミッドナイトドラマ（ABCテレビ）
- 土曜ワイド劇場『ミステリー作家六波羅一輝の推理2』（朝日放送）

### 映画
- 風のファイター

### 舞台
- 奈良市主催『二月堂、良辨杉』